# ディーナ・ヨッフェ
ディーン・ヨッフェ（Dina Yoffe、1952年12月18日－）は、旧ソ連ラトビア共和国に生まれのピアニスト。

## 経歴
生い立ち
1952年、ラトビア・ソビエト社会主義共和国・リガで生まれた。チャイコフスキー記念国立モスクワ音楽院において、ヴェラ・ゴルノスタエヴァに師事。1974年、ピアニストと歌手のためのローベルト・シューマン国際コンクールピアノ部門で第2位となり、1975年のショパン・コンクールにて第2位入賞した。
その後、フランス、ドイツ、イギリス、ロシア、イスラエル、日本、アメリカ、フィンランド、ポーランド各地で演奏会を行って国際的に演奏家としてデビューした。旧ソ連邦が崩壊すると、ドイツへ渡った。
音楽教師として
1989年から1996年まで、イスラエルのテルアビブ大学ルービン音楽アカデミー教授を務めた。1995年から2000年には、愛知県立芸術大学客員教授、2012年から2014年まで、ハンブルク音楽大学客員教授を務めた。様々な国際コンクールの審査員も務め、2021年のショパン国際コンクールでは審査員を務め、日本の小林愛実に1次から3次まで唯一オール満点の評価をつけていた。

## 参照
- ピティナ・ピアノ曲辞典
- コトバンク